# هاینانی
هاینانی (لاتین‌نویسی هاینانی: Hái-nâm-oe, چینی ساده: 海南话; چینی سنتی: 海南話; پین‌یین: Hǎinánhuà)، چیونگ‌ون یا چیونگ‌یو گروهی از زبان‌گونه‌های چینی مین است که در استان هاینان در جنوب چین رواج دارد.